# Професія місіс Воррен
«Професія місіс Воррен» — п'єса ірландського письменника Бернарда Шоу, опублікована в 1893-1894 рр.

## Історія створення
Ця п'єса була оголошена «аморальною» і заборонена до 1902 року для постановки на сцені, так як в ній йшла мова про проституцію. Перша постановка в Америці була зірвана арештом трупи. П'єса «Професія місіс Воррен» входить до циклу «неприємні п'єси» («Серцеїд» [The Philanderer] (1893), «Будинки вдівця» [Widower's Houses] (1885-1892)). П'єса написана в 4 діях. Героїня п'єси, місіс Воррен тримає кілька будинків терпимості в Бельгії, у Відні і Будапешті. Це дає їй великий дохід, і дочка її виховується у закритих школах, а потім в університеті, не підозрюючи про джерело материнського доходу. Коли дочка все-таки дізнається про страшний промисел матері, місіс Воррен розповідає їй про своїх трьох сестер — про тих, що йшли по шляху чесноти, і про ту, якій, як і їй самій, пощастило досягти успіху на слизькому шляху пороку.

## Дійові особи
- Місіс Воррен — власниця публічних будинків, 45 років;
- Міс Віві Воррен — її дочка, 22 роки;
- Містер Прейд — архітектор, друг місіс Воррен, 50 років;
- Сер Джордж Крофтс — компаньйон місіс Воррен, баронет, 47 років;
- Семюель Гарднер — пастор англіканської церкви, більше 50 років;
- Френк Гарднер — його син, близько 20 років.

## Особливості системи персонажів
| Ім'я                       | Вчинки | Фрази |
| -------------------------- | --- | --- |
| Місіс Воррен, Кітті        | Містить «пансіони, забезпечила гарну освіту своєї дочки, хоче бути з нею і дати їй найкраще, чим вона була обділена долею.                 | М-з Воррен: «Я хочу сказати, що ти даремно втрачаєш своє щастя. Ти думаєш, що люди, чим вони здаються, і що все так і є, як тебе вчили думати в школі, — добре і правильно? Так ні ж, все це тільки удавання, щоб тримати в рамках боягузливих, смирних, звичайних людей. Хочеш дізнатися це в сорок років, як інші жінки, коли буде вже пізно або вчасно, від рідної матері, яка тебе любить і може заприсягтися, що все це правда, свята правда?» |
| Міс Воррен, Віві           | Відрікається від своєї матері, прагне бути самостійною.                                                                                    | Віві: «Я піду своєю дорогою, у мене буде своя справа і свої друзі.....Але я не хочу бути порожньою.....Ні, я дочка своєї матері. Я така ж, як ви: мені потрібна робота, потрібно заробляти більше, ніж я витрачаю. Але у мене інша робота та інша дорога». |
| М-р Прейд                  | Старий друг місіс Воррен, намагається умовити Віві не залишати матір.                                                                      | М-р Прейд: «Я художник, і я не можу цьому повірити, відмовляюся вірити. Ви, я бачу, ви ще не знаєте, який чудовий світ відкриває перед нами мистецтво». |
| М-р Крофтс                 | Компаньйон місіс Воррен, доглядає за Віві з метою зробити її своєю дружиною, щоб з'єднати капітали.                                        | М-р Крофтс: «...у мене слово з ділом не розходиться, і якщо я щось відчуваю, так не на жарт, а вже якщо я що-небудь ціную, так плачу за це готівкою». |
| Сем Гарднер, пастор        | Є біологічним батьком міс Воррен, в минулому мав інтрижку з місіс Воррен, боявся викриття. Намагається наставити сина " на шлях істинний». | Пастор: «Я думав не про гроші, сер. Я мав на увазі щось не настільки низинне — наприклад, суспільне становище». |
| Френк Гарднер, син пастора | Доглядає за Віві з метою одружитися з нею, щоб забезпечити своє життя                                                                      | Френк: «О, я зовсім не дурень в звичайному сенсі слова...Але ви помиляєтеся: проблема не в моральній стороні справи, а в грошовій. Тепер я до старухиных грошей і пальцем не зможу доторкнутися». |

## Екранізації
1960 — «Професія місіс Воррен», ориг. назва: «Frau Warrens Gewerbe». Режисер Акош Ратоньи. У головних ролях: Ліллі Палмер, О. Е. Хассе, Йоханна Мац, Хельмут Лонер, Рудольф Фогель та ін.
1972 — «Професія місіс Воррен», ориг. назва: Mrs. Warren's profession». Режисер Херберт Уайз, Джеймс Селлан Джонс. У головних ролях: Корал Браун, Дерек Годфрі, Джеймс Гроут, Річард Пірсон, Роберт Пауелл.